# Mehmet Gürgen
Mehmet Gürgen (* 30. Dezember 1968 in Kayseri, Türkei) ist ein türkischer Boxtrainer und ehemaliger Boxer im Halbschwergewicht. Er war Teilnehmer der Olympischen Sommerspiele 1992 in Barcelona.

## Boxkarriere
Gürgen wurde 1988 Türkischer Meister und daraufhin in die Nationalmannschaft einberufen, für die er im Laufe seiner Karriere mehr als 70 Kämpfe bestritt. 1991 gewann er das internationale Strandja-Turnier in Bulgarien, war Viertelfinalist der Europameisterschaft in Göteborg und Bronzemedaillengewinner der Weltmeisterschaft in Sydney, nachdem er erst im Halbfinale gegen Torsten May ausgeschieden war.
Bei den Olympischen Spielen 1992 in Barcelona verlor er in der Vorrunde gegen den Kubaner Ángel Espinosa.